# Диксон, Реджинальд
Ре́джинальд М. Ди́ксон (англ. Reginald M. Dixon; 1 апреля 1900, Питерборо, Кембриджшир — 6 декабря 1982, Торонто) — канадский яхтсмен, участник летних Олимпийских игр 1932 и 1936 годов.

## Спортивная биография
В 1932 году Реджинальд Диксон принял участие в летних Олимпийских играх в Лос-Анджелесе. Канадский спортсмен принял участие в соревнованиях в классе Сноубёрд. В 11 проведённых гонках Диксон трижды приходил к финишу первым, но по итогам всех гонок Реджинальд занял лишь 5-е место.
В 1936 году Диксон принял участие в летних Олимпийских играх в Берлине. Канадский спортсмен выступил в новом олимпийском классе О-Йолле (нем. O-Jolle). Все участники соревнований выступали на лодках, предоставленных организаторами и названными в честь немецких городов. Диксон выступал на лодке «Дрезден». Гонки на играх проходили в тяжёлых погодных условиях и часто переносились. Наилучшим результатом в семи гонках для канадца стало третье место в четвёртой гонке, однако из-за не самых лучших результатов, показанных в остальных заездах, в общем зачёте Диксон занял только 16-е место.